# Hajipur (Punjab)
Hajipur (o Hajjipur) è una suddivisione dell'India, classificata come census town, di 5.366 abitanti, situata nel distretto di Hoshiarpur, nello stato federato del Punjab. In base al numero di abitanti la città rientra nella classe V (da 5.000 a 9.999 persone).

## Geografia fisica
La città è situata a 31° 58' 32 N e 75° 45' 28 E e ha un'altitudine di 287 m s.l.m..

## Società

### Evoluzione demografica
Al censimento del 2001 la popolazione di Hajipur assommava a 5.366 persone, delle quali 2.796 maschi e 2.570 femmine. I bambini di età inferiore o uguale ai sei anni assommavano a 583, dei quali 339 maschi e 244 femmine. Infine, coloro che erano in grado di saper almeno leggere e scrivere erano 4.189, dei quali 2.272 maschi e 1.917 femmine.